# Sorvilier
Sorvilier (ancien nom allemand : Surbelen) est une commune suisse du canton de Berne, située dans l'arrondissement administratif du Jura bernois.

## Histoire

Photo aérienne (1955)

De 1797 à 1815, Sorvilier a fait partie de la France, au sein du département du Mont-Terrible, puis, à partir de 1800, du département du Haut-Rhin, auquel le département du Mont-Terrible fut rattaché. Par décision du congrès de Vienne, le territoire de l’ancien évêché de Bâle fut attribué au canton de Berne, en 1815.
Le 22 septembre 2013, le projet de fusion au sein de Valbirse avec les communes de Bévilard, Malleray, Pontenet et Court est refusé à la suite du rejet de cette dernière. Le 17 septembre 2017, la commune vote pour son rattachement ou non au canton du Jura, à l'instar de Moutier le 18 juin 2017 où le oui l'a emporté. Le non l'emporte finalement dans la commune.

## Transports
- Sur la ligne ferroviaire Sonceboz-Sombeval – Moutier (– Soleure)